# شبه‌جزیره مالزی
شبه‌جزیره مالزی (به مالایی: سمنانجونگ مالیزیا) (نام دیگر: مالزی غربی) به آن بخشی از مالزی گفته می‌شود که در شبه جزیرهٔ مالایا واقع شده است.
این بخش در شمال با کشور تایلند هم‌مرز است و از طریق یک پل از جنوب به کشور سنگاپور متصل است.
در غرب این ناحیه و آن سوی تنگه ملاکا جزیرهٔ سوماترا قرار دارد. مالزی شرقی (واقع در جزیرهٔ بورنئو) در شرق این ناحیه و آن سوی دریای جنوبی چین واقع شده است.
این ناحیه از یازده ایالت و دو منطقهٔ فدرال تشکیل می‌شود که به ترتیب از شمال به جنوب از این قرارند:
- ناحیهٔ شمال: پرلیس، کداح، پنانگ، پراک
- ناحیهٔ ساحل شرقی: کلانتان، ترنگگانو، پاهانگ
- ناحیهٔ مرکز: سلانگور، منطقهٔ فدرال کوالالامپور و منطقه فدرال پوتراجایا
- ناحیهٔ جنوب: نگری سمبیلان، ملاکا، جوهر

## نام‌های مختلف

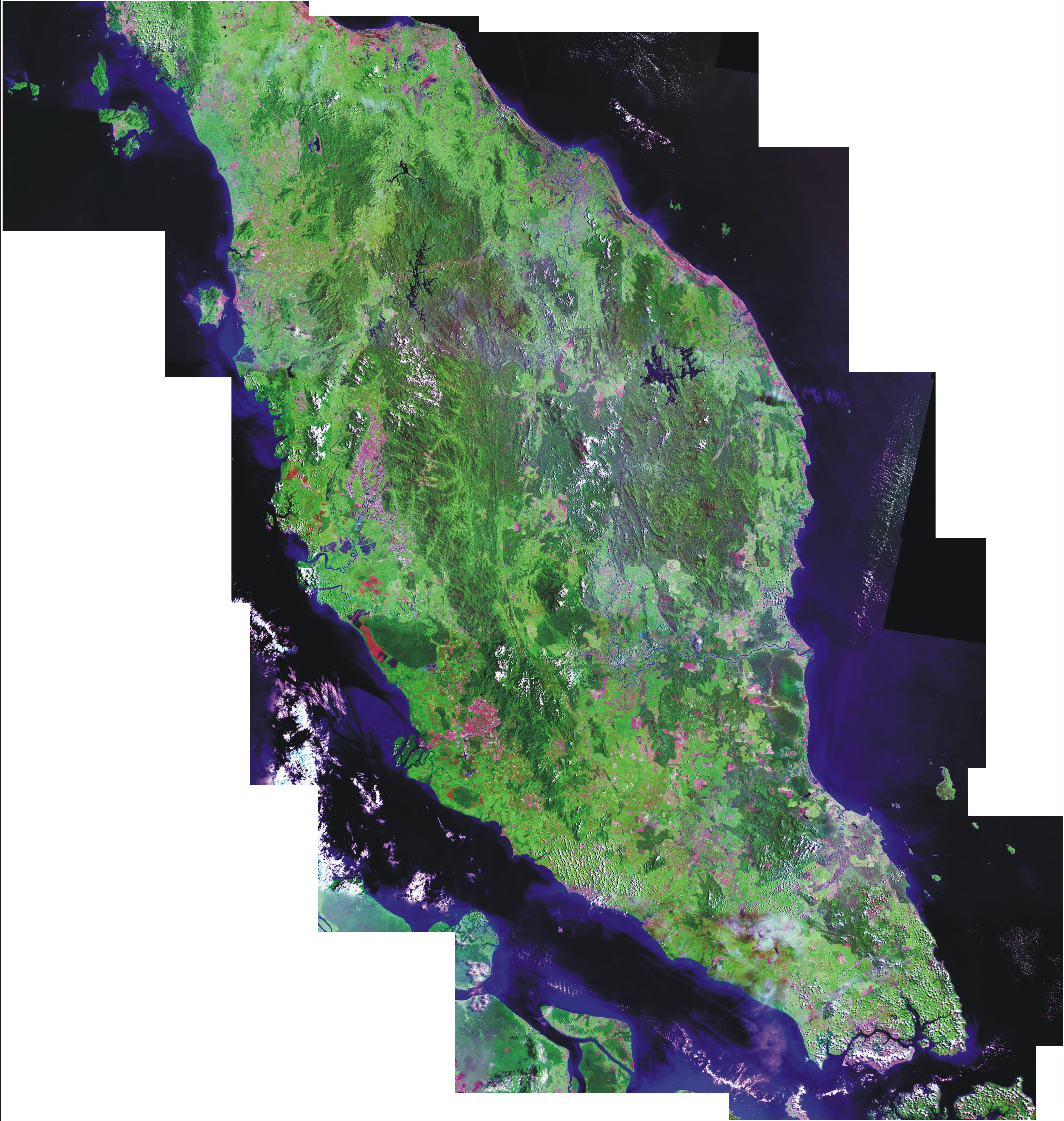
شبه‌جزیره مالزی

مالزی شبه‌جزیره‌ای را مالزی غربی (به مالایی: مالیزیا بارات) یا مالایا (به مالایی: تاناه ملایو) نیز می‌خوانند اما بخاطر جلوگیری از این تصور که مالزی شرقی و غربی دو کشور جدا هستند معمولاً از واژهٔ «مالزی شبه‌جزیره‌ای» یا «مالایا» استفاده می‌شود. البته استفاده از واژهٔ مالایا نیز به این علت که یادآور دوران استعمار بریتانیا است کم‌تر شده است. با این حال هر سهٔ این عبارات درست هستند و نام «مالایا» هنوز در بسیاری از مؤسسات یافت می‌شود. برای مثال دادگاه عالی مالایا، دانشگاه مالایا، راه‌آهن مالایا و غیره. منتهی باید توجه داشت که تا سال ۱۹۴۶ منطقهٔ «مالایا» شامل سنگاپور نیز می‌شد.
مالزی شرقی و غربی در عمل و جدا از تفاوت‌های جغرافیایی با هم تفاوت‌های بسیاری دارند. برای مثال می‌توان به ساختار قضایی متفاوت، خودمختاری بیشتر ایالت‌های شرقی و اعمال محدودیت‌هایی بر مهاجرت از مالزی غربی به شرقی اشاره کرد.